# 柳原忠光
柳原忠光（やなぎわら ただみつ、建武元年（1334年） - 康暦元年（1379年）1月19日）は、南北朝時代の公卿。

## 官歴
- 康永2年（1343年）：文章生
- 康永3年（1344年）：春宮権大進
- 康永4年（1345年）：従五位上
- 貞和3年（1374年）：正五位下
- 貞和4年（1375年）：左兵衛権佐
- 文和2年（1343年）：左衛門権佐、文章博士
- 文和3年（1344年）：右少弁、防鴨河使、正五位下
- 文和4年（1345年）：左少弁
- 文和5年（1346年）：越中介
- 延文元年（1356年）：従四位下
- 延文3年（1358年）：右中弁、左宮城使
- 延文6年（1361年）：参議、左大弁、造東大寺長官
- 貞治元年（1362年）：勧学院別当、従三位
- 貞治2年（1363年）：周防権守、権中納言
- 貞治3年（1364年）：右衛門督
- 貞治4年（1365年）：検非違使別当
- 応安元年（1368年）：正三位
- 応安4年（1371年）：従二位、権大納言
- 康暦元年（1379年）：従一位

## 系譜
- 父：柳原資明
- 兄：武者小路教光
- 兄：土御門保光
- 子：柳原資衡
- 子：町資藤